# Спортплатц Райнау (стадион)
Шпортплац Райнау (нем. Sportplaz Rheinau) — футбольный стадион в Бальцерсе, Лихтенштейн. Вмещает 2 500 зрителей. Является домашней ареной футбольного клуба «Бальцерс», выступающем в швейцарской первой лиге — четвёртом уровне футбольной пирамиды. Стадион является вторым по вместимости в Лихтенштейне, после «Райнпарка».

## Информация о стадионе
Стадион «Спортплац Райнау» находится в небольшом городе Бальцерс. Он специализируется на проведении футбольных матчей, в основном регионального значения. Вместительность стадиона — 2.500 человек. Зрители располагаются на небольших бетонных трибунах со стоячими местами (индивидуальных сидений нет). Игровая инфраструктура «Спортплац Райнау» включает основное поле и несколько меньших тренировочных площадок с натуральными газонами.